# Дёйвендак, Ян Юлиус Лодевейк
Ян Юлиус Лодевейк Дёйвендак (нидерл. Jan Julius Lodewijk Duyvendak, кит. 戴闻达, пиньинь Dài Wéndá; 28 июня 1889, Харлинген — 9 июля 1954, Лейден) — известный нидерландский синолог, историк политической мысли, религиовед.
Докторская диссертация Дёйвендака была в 1963 году переиздана в Лондоне и Чикаго по инициативе Международного совета по гуманитарным и философским наукам ЮНЕСКО.

## Жизнь и теоретические взгляды
В 1908 г. поступил в Лейденский университет, обучался у Я. де Гроота, в 1910—1911 гг. обучался в Сорбонне у Э. Шаванна, А. Кордье, в 1911—1912 гг. обучался в Берлинском университете у А. Форке. В 1912—1918 гг. жил в Китае, работал переводчиком в голландском посольстве в Пекине. С 1919 г. читал лекции по синологии в Лейденском университете. Главный труд жизни — перевод на английский язык «Книги правителя области Шан» (кит. 商君書) Шан Яна, защищённый как докторская диссертация в 1928 г. С 1930 г. — профессор Лейденского университета, зав. кафедрой синологии. В том же году по его инициативе в Лейдене был основан Синологический институт, который он также возглавил. Соредактор синологического журнала «Тун бао». В 1950 г. избран почётным профессором Оксфордского университета, в 1953-54 гг. занимал пост ректора Лейденского университета.
Один из первых исследователей китайского легизма, занимался также проблемами даосизма. По мнению Дёйвендака, учение о законе было выражением потребности китайцев в создании сильного централизованного государства. Главным условием этого было обеспечение «сильного правительства» и «слабого народа». Перед наказующим законом должны быть равны все, без различия происхождения и занимаемого положения. Определял китайский легизм как совершенно аморальное учение, теория создания тоталитарного государства (ср. с воззрениями В. А. Рубина). Истоки этого учения усматривал в даосской апологии «простоты». Исследовал также творчество Сюнь-цзы, перевёл 24 главу его трактата (1924), а также «Дао-дэ цзин» (1942 — на голл. язык, в 1954 — на англ. яз.).
Являлся одним из специалистом по плаваниям Чжэн Хэ.

## Избранные труды
- The Book of Lord Shang: a classic of the Chinese school of law. London: Probsthain 1928 (Online-Text)
- Ma Huan re-examined. Amsterdam: Noord-Hollandsche 1933
- China’s Discovery of Africa. London: Probsthain 1949.
- Работы в электронном виде